# Goniothalamus carolinensis
Goniothalamus carolinensis este o specie de plante din genul Goniothalamus, familia Annonaceae, descrisă de Ryozo Kanehira. Conform Catalogue of Life specia Goniothalamus carolinensis nu are subspecii cunoscute.